# سایپا تیبا
تیبا یا خودرو ملی شرکت سایپا، (با نام پیشین مینیاتور) محصولی با نخستین پلت‌فرم طراحی‌شده توسط سایپا است که در ۲۳ آذر ۱۳۸۷ رونمایی شد.
سایپا در طراحی این خودرو، تا حد زیادی از مشاوران و طراحان ایتالیایی، آلمانی و کره‌ای کمک گرفت. در طراحی این خودرو، استفاده از قطعات پراید، کیا ریو و تندر۹۰ مشهود است. ناظمی، مدیر استراتژیک سایپا با تأیید استفاده از مشاوران خارجی در این پروژه، استفاده از تجربیات سایپا در تولید ریو و پراید را باعث کاهش هزینه طراحی این خودرو می‌داند.
این خودرو، اولین خودروی توسعه یافته بر روی پلت‌فرم ایکس۲۰۰ سایپا بوده ودارای موتور ۱۵۰۰cc با مصرف حدود ۶/۵ لیتر در ۱۰۰ کیلومتر و استاندارد آلایندگی یورو ۴ است. پلت‌فرم این خودرو بعدها در بسیاری از محصولات دیگر سایپا مورد استفاده قرار گرفت.

## تاریخچه
کار بر روی طراحی این خودرو، با پروژه‌ای به نام S81 در سایپا آغاز شد. در ابتدا تولید خودرو برای سال ۱۳۸۱ برنامه‌ریزی شده بود. این پروژه در سال ۱۳۸۲ به دلایلی مانند تولید خودروی رنو تندر ۹۰ متوقف شد. این پروژه در سال ۸۵ مجدداً در دستور کار شرکت سایپا قرار گرفت.
در ۲۳ آذر ۱۳۸۷ و با حضور رئیس‌جمهور وقت ایران محمود احمدی‌نژاد، تیبا با نام مینیاتور رونمایی شد. در ابتدا برای این خودرو نام فرانسوی مینیاتور (miniature) با املای غلط miniator گزارده شد، ولی این نام با تذکر علی خامنه‌ای مواجه شد و سپس به تیبا تغییر نام داد. این خودرو در ۱۹ اردیبهشت ۱۳۸۹ و مجدداً با حضور احمدی‌نژاد، این بار با نام تیبا رونمایی شد. در ۶ آبان ۱۳۸۹، اولین خودروی تیبا تحویل مشتری شد.
«تیبا» در لغت نامه دهخدا آهو معنی شده است. در این لغت نامه آمده است: تیبا (هزوارش) به زبان زند و پازند آهو را گویند. در راستای تغییر نام مینیاتور بیش از ۹۰ هزار نام پیشنهادی به شرکت سایپا ارائه شد که پس از بررسی توسط کمیته تغییر نام تیبا انتخاب شد.
هزینه طراحی این خودرو ۱۲۰ میلیون دلار است که استفاده از قطعات و طراحی‌های مشترک، باعث کاهش هزینه تمام شده طراحی آن شد. این خودرو در زمان رونمایی، به‌عنوان خودرویی برای دهک‌های میانی و پایین جامعه و با قیمت زیر ۱۰ میلیون رونمایی شد.
تیبا در سایپا کاشان تولید می‌شد. فروش در اوکراین از ۲۰۱۲ آغاز شد. در آن زمان، تیبا ارزان‌ترین خودروی نو در بازار کشورهای اروپای شرقی بود. تولید این خودرو در مردادماه سال ۱۴۰۱ به دلیل عدم ایمنی کافی خودرو متوقف شد.

## طراحی
بدنه این خودرو، توسط استودیو طراحی زاگاتو در کشور ایتالیا انجام شده است. طرح داخل این خودرو نیز تلفیقی از طرح رنو تندر ۹۰، کیا ریو و پراید است. زه‌های غیر همرنگ با بدنه خودرو، دستگیره‌های پلاستیکی برای درها و البته قرارگیری راهنما بیرون از بدنه خودرو از ویژگی‌های این طراحی است. نسخه هاچ‌بک این خودرو به عنوان تیبا ۲ شناخته می‌شود. تمام امکانات و مشخصات دو نسخه سدان و هاچ بک تیبا مشابه یکدیگر است.
سایپا در تیبا با تلفیق قطعات پراید، کیا ریو و رنو تندر ۹۰ موفق به خلق سکویی اختصاصی شد که با نام ایکس۲۰۰ شناخته می‌شود.

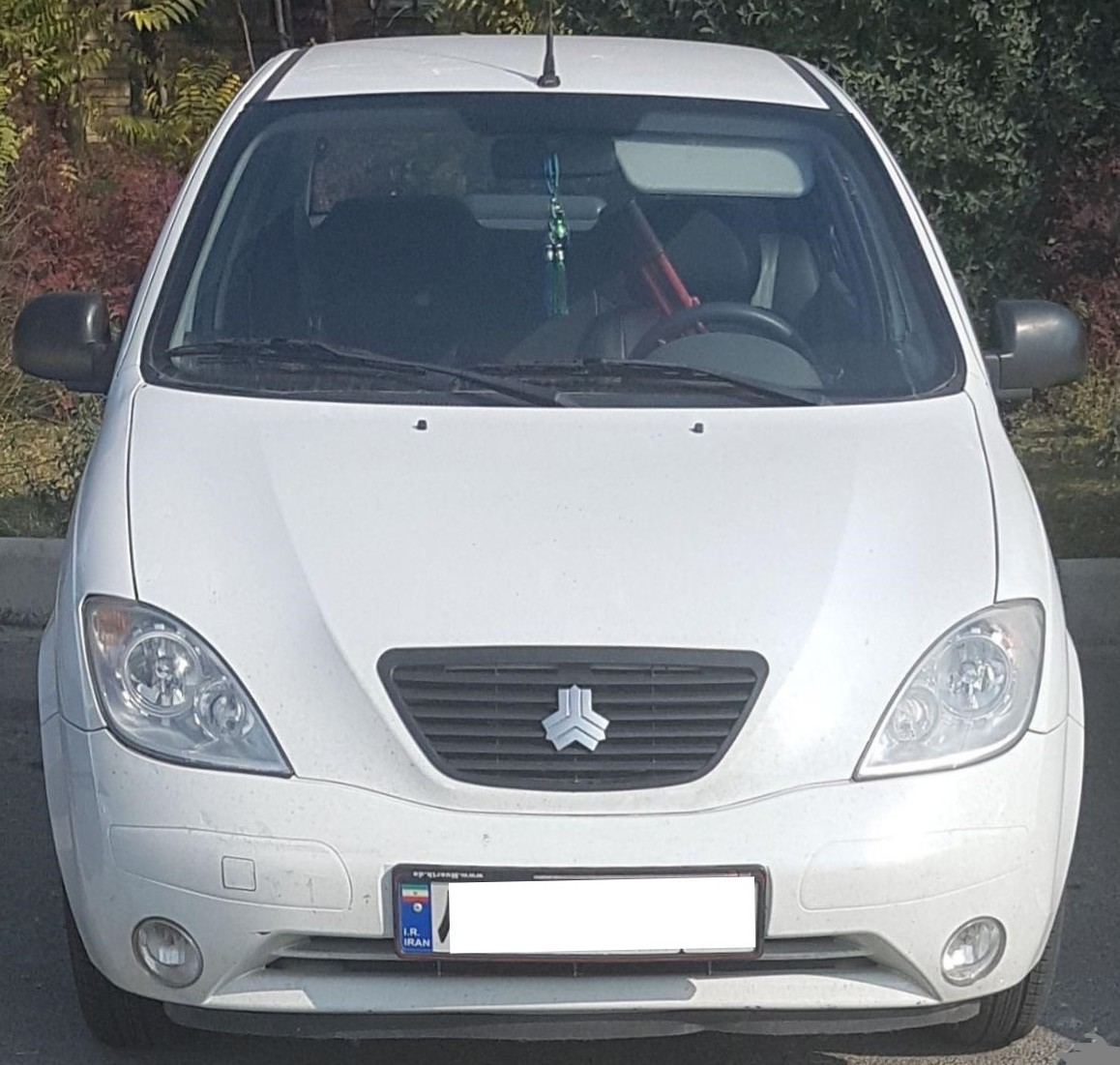
نمای جلو
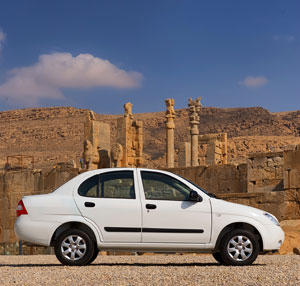
نمای بغل (سدان)
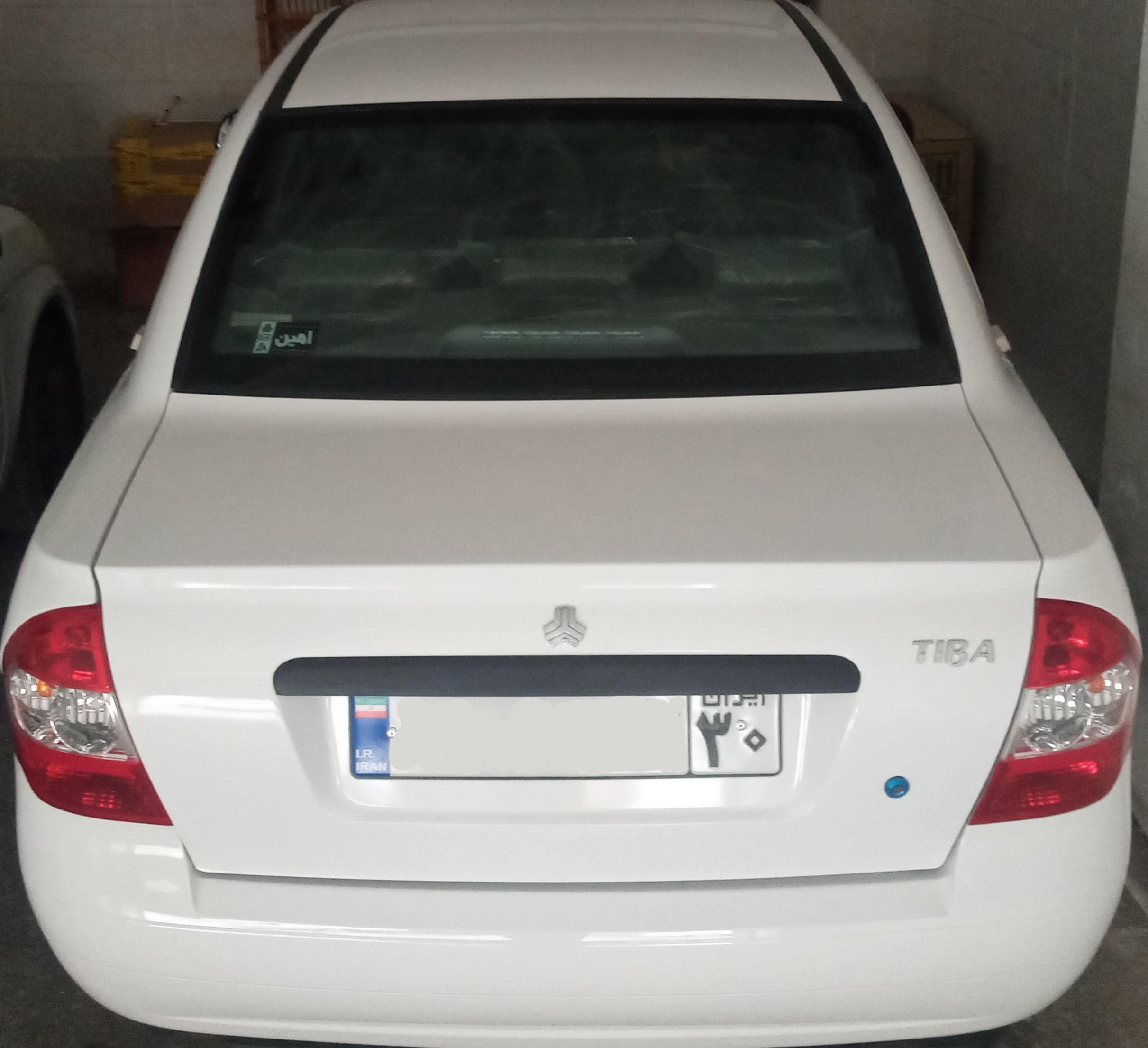
نمای عقب (سدان)
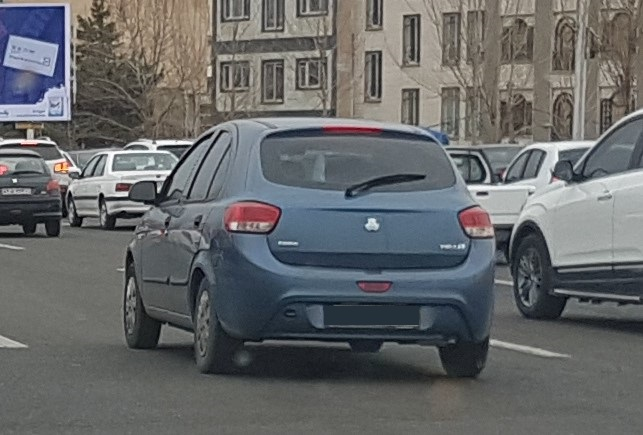
نمای عقب (هاچ‌بک)

## ویژگی‌های فنی

### موتور و گیربکس

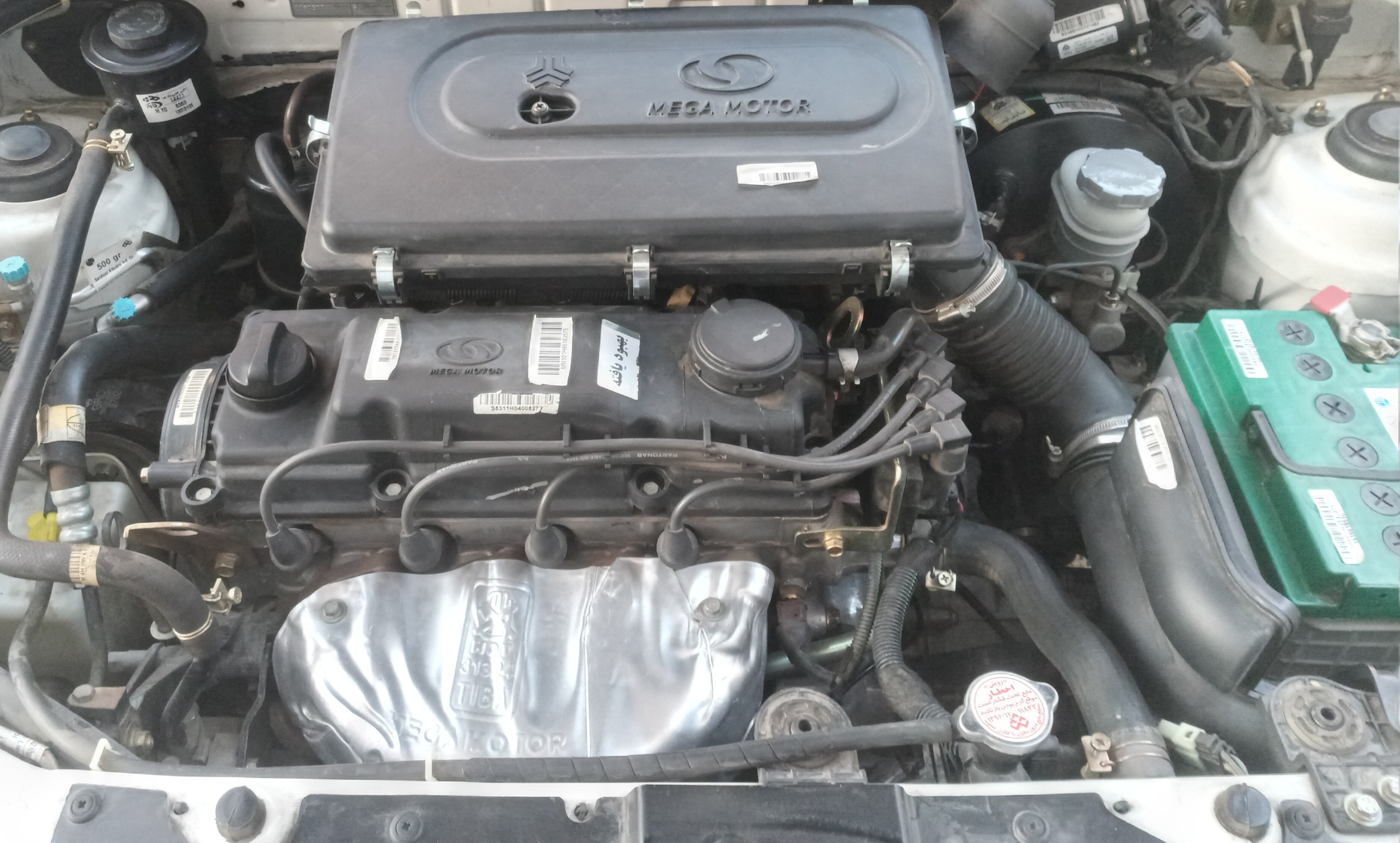
موتور ام۱۵ تیبا

در بخش موتور و گیربکس، این خودرو مدیون ریو و پراید است.
موتور این خودرو، الگوبرداری شده از ریو و حجیم خورده B3 مزدا یا پراید در شرکت FEV آلمان (که ساخت موتور خودرو سمند و دنا (ای‌اف‌سون) را نیز در کارنامه خود دارد) است. با همکاری این شرکت، حجم موتور پراید از ۱۳۰۰ سی سی به ۱۵۰۳ سی سی و نسبت تراکم آن، از ۸/۵ به ۹/۷ افزایش یافته است و حداکثر توان آن به ۸۷ اسب بخار رسیده است که توان خروجی پایینی برای یک موتور ۱۵۰۰ سی سی است. از سال ۱۴۰۰ این موتور توانسته است استاندارد آلایندگی یورو ۵ را از آن خود کند. اما پس از تقویت موتور، سامانه انتقال قدرت پراید، توان مقاومت در برابر نیروی جدید موتور را نداشت؛ بنابراین، دنده دو گیربکس پراید را تغییر و فنر کلاچ را تقویت کردند. به همین دلیل سامانه کلاچ آن از پراید سفت‌تر است.

### تعلیق
سامانه تعلیق جلو تیبا از گونه مک فرسون و کاملاً مشابه ریو است. این سامانه نسبت به تعلیق پراید از پایداری و عملکرد بهتری برخودار است و برخلاف پراید، میل موج گیر و میل کششی به صورت مستقل از هم می‌باشند. قطعات زیادی از تعلیق و اکسل جلو تیبا با ریو مشترک است که از این جمله می‌توان به موارد زیر اشاره کرد:
- کمک فنرها (Dampers)
- اتصالات لاستیکی و بوش‌های تعلیق (Rubber Mountings and Bushes)
- طبق (Control Arm)
- توپی (Hub)
- بلبرینگ‌ها (Bearings)
- رینگ و تایر (wheel and Tires)
- میله کششی (Tension Rod)

قطعاتی از تعلیق تیبا نیز کاملاً شبیه ریو است؛ اما به دلیل تفاوت جزئی امکان جایگزینی با یکدیگر را ندارند که از این جمله می‌توان موارد زیر را نام برد:
- میل موج گیر (Stabilizer)
- سگدست (knuckle)
- فنر (Coil Spring)

سامانه تعلیق و اکسل عقب نیز از نوع میله پیچشی نیمه مستقل semi-independent و مشابه اکسل عقب خودروهای تندر، دوو سیلو، پراید و ریو است؛ ضمن اینکه قطعات ریو در بخش‌هایی از سیستم تعلیق تیبا دیده می‌شود.

### سامانه ترمز
سامانه ترمز این خودرو همان سامانه ترمز ریو است که در این زمینه نیز از شرکت بوش آلمان کمک گرفته شده است.

## امکانات
| تیپ‌های تیبا                | تیپ‌های تیبا | تیپ‌های تیبا | تیپ‌های تیبا | تیپ‌های تیبا | تیپ‌های تیبا |
| تیپ                        | اس‌ال SL     | ال‌ایکس LX   | اس‌ایکس SX   | ئی‌ایکس EX   | آپشنال      |
| کیسه هوای راننده           | ✗           | ✓           | ✓           | ✓           | ✓           |
| کیسه هوای سرنشین جلو       | ✗           | ✗           | ✓           | ✓           | ✓           |
| شیشه بالابر برقی درهای عقب | ✗           | ✗           | ✗           | ✓           | ✓           |
| آینه‌های جانبی برقی         | ✗           | ✗           | ✗           | ✓           | ✓           |
| رینگ آلومینیومی            | ✗           | ✗           | ✗           | ✓           | ✗           |
| سنسور پارک عقب             | ✗           | ✗           | ✗           | ✗           | ✓           |
| مالتی‌مدیا و دوربین دید عقب | ✗           | ✗           | ✗           | ✗           | ✓           |
| روکش صندلی چرمی            | ✗           | ✗           | ✗           | ✗           | ✓           |
| -------------------------- | ----------- | ----------- | ----------- | ----------- | ----------- |

## فراخوان‌ها
در یک‌سری از خودروهای تیبا مشکلی برای بخش دسته سیم ورودی به رله باکس وجود داشت و باعث گرم شدن این بخش می‌شد. از همین رو شرکت سایپا برای این محصول فراخوانی را تدارک دید.